# Morgan Earp
Morgan Seth Earp (Pella (Iowa), 24 april 1851–Tombstone (Arizona), 18 maart 1882) was een Amerikaanse wetshandhaver in het Wilde Westen.
Earp speelde met zijn broers Wyatt en Virgil en Doc Holliday een cruciale rol in het vuurgevecht bij de O.K. Corral op 26 oktober 1881, een van de meest iconische gebeurtenissen in de geschiedenis van het Wilde Westen. De daaropvolgende maanden leidden de spanningen tussen de Earps en hun vijanden tot de moord op Morgan. Dit bracht Wyatt ertoe een vendetta te beginnen tegen Morgans moordenaar Frank Stilwell (een dag later neergeschoten) en medeverantwoordelijken, hetgeen bijgedragen heeft aan de legende van de Earp-familie.

## Levensloop
Morgan Earp werd geboren op 24 april 1851 in Pella, Iowa. Hij was de op een na jongste telg en een minder bekend lid van de legendarische Earp-familie, met aan het hoofd zijn ouders Nicholas Porter Earp en Virginia Earp. De benjamin was Warren en zijn oudere broers waren Wyatt en Virgil Earp. In 1864 verhuisde hij met zijn gezin naar Colton, Californië. Morgan werkte er tot zijn dertiende op de familieboerderij. In het begin van de jaren zeventig jaagde hij met zijn broer Wyatt in Texas op bizons. Hij raakte betrokken bij verschillende incidenten en kreeg hierdoor een reputatie van onverschrokken avonturier. Morgan trouwde in de jaren 1870 met Louisa Alice Houston.
In 1879 vestigde hij zich in Butte, Montana, waar hij kortstondig als politieman werkte. Eind 1880 kwam hij naar Tombstone, Arizona, waar hij zijn broers vergezelde in hun conflict met de zogenaamde Cowboys. Tijdens de schietpartij bij de O.K. Corral op 26 oktober 1881 doodden de gebroeders Earp en Doc Holliday drie Cowboys, en Morgan raakte gewond. Desondanks bleef hij als hulpsheriff werken.
De daaropvolgende maanden leidden de spanningen tussen de Earps en hun vijanden tot zijn dood: op 18 maart 1882, werd hij in de Saloon & Parlor te Tombstone door Frank Stilwell in de rug geschoten. Hij overleed enkele uren later op 30-jarige leeftijd. Zijn lichaam werd overgebracht naar Colton, waar zijn ouders toen nog woonden. Hij werd er begraven in de Hermosa Gardens Cemetery.

## De Earps in film en literatuur
Er zijn diverse films gemaakt waarin Morgan Earp en zijn familie verbeeld wordt. Een hiervan is de Netflix-film Bron Wyatt Earp and the cowboy war (2024). Verondersteld wordt dat het boek The Earp Brothers of Tombstone geschreven is door Allie Earp, de vrouw van Virgil Earp.